# Gelehrte Gesellschaft (Prag)
Die Gelehrte Gesellschaft (Učená společnost) entstand um 1770 in Prag. Sie wurde 1775 in „Böhmische Gelehrte Privatgesellschaft“ umbenannt.

## Geschichte
Die Gelehrtengesellschaft, eine informelle Gruppierung von Wissenschaftlern, formierte sich um die Person des Ignaz von Born. Von 1775 bis 1784 erschienen unter dem Titel Abhandlungen einer Privatgesellschaft in Böhmen, zur Aufnahme der Mathematik, der Vaterländischen Geschichte, und der Naturgeschichte mehrere deutsche Abhandlungen, die zu den ältesten periodisch erscheinenden wissenschaftlichen Publikationen gehörten. Auch wenn es der Gesellschaft nicht gelang, dieses Periodikum regelmäßig herauszugeben, so war es doch seinerzeit eine Plattform, in der wissenschaftliche Ergebnisse publiziert werden konnten.
Zu den zunächst mathematisch-physikalischen Texten kamen später naturwissenschaftliche und gesellschaftliche Beiträge hinzu, die u. a. von Jan Tesánek, Joseph Stepling und Jakub Filip Kulik verfasst wurden.
1775 nannte sich die Gelehrte Gesellschaft in „Böhmische Gelehrte Privatgesellschaft“ um. Aus ihr entstand 1784 die „Böhmische Gesellschaft der Wissenschaften“, deren Nachfolgerin 1790 die Königliche böhmische Gesellschaft der Wissenschaften wurde.

## Quelle
- Böhmische Gelehrte Privatgesellschaft, online auf: www.lib.uwaterloo.ca, mit Übersicht der Veröffentlichungen, englisch, abgerufen am 19. September 2010